# Henri des Acres de L'Aigle
Pour les autres membres de la famille, voir Famille des Acres.
Henri-Louis-Espérance des Acres, comte de L'Aigle (8 janvier 1803, Paris - 2 décembre 1875, Château de Tracy-le-Val), est un militaire et homme politique français.

## Biographie
Né à Paris le 8 janvier 1803 (18 nivôse an XI), fils d'Augustin-Louis-Victor des Acres de L'Aigle et de Constance Louise Sophie de Broglie, il est issu par son père de la famille des Acres, par sa mère de la Maison de Broglie. 
Il est aussi le petit-fils de Louis des Acres de l'Aigle, maréchal de camp, guillotiné en 1794, l'arrière petit fils de Victor François de Broglie, 2e duc de Broglie, maréchal de France, le neveu de Victor de Broglie, 3e duc de Broglie, président du conseil en 1835-1836. 
Il entre à l'École de Saint-Cyr en 1818, et devint lieutenant de chasseurs à cheval en 1820. Il fit partie de l'expédition de 1823 en Espagne et y obtint le grade de capitaine. Adjudant-major au 2e grenadiers de la garde royale en 1828, il est licencié en 1830 et breveté chef d'escadrons. 
Lors de l'insurrection belge, en 1831, le comte de L'Aigle est nommé officier d'ordonnance du maréchal comte Gérard, son oncle, commandant de l'expédition de Belgique. Il se trouve au siège de la citadelle d'Anvers, qui capitule le 23 décembre 1832.  
Le comte de l'Aigle se fait mettre en congé de l'armée en 1834 et se fixe dans le département de l'Oise. 
Partisan décidé de la monarchie constitutionnelle de 1830, il obtient le 2 mai 1839, comme candidat gouvernemental à la Chambre des députés, les suffrages des électeurs du 2e arrondissement électoral de l'Oise (Compiègne). 
Il soutient de ses votes le ministère Guizot. L'année précédente, il avait été nommé membre du conseil général de l'Oise, où il siégea jusqu'à l'avènement du second Empire. Non réélu député au renouvellement de 1842, il l'emporte à son tour aux élections du 1er août 1846. Dans cette dernière législature comme précédemment, il se montre dévoué a la politique conservatrice du nouveau cabinet Guizot. La Révolution de 1848, puis le coup d'État de 1851 le rendent à la vie privée.  
Retraité de l'armée en 1850 comme chef d'escadrons, il vivait depuis plusieurs années au château de Tracy-le-Val (Oise), lorsque le parti conservateur de ce département le porte, avec le duc d'Aumale, Albert Desjardins, Louis-Gabriel-César de Kergorlay, et d'autres, aux élections législatives du 8 février 1871. 
Elu, il se fait inscrire au groupe du Centre droit et fut des 94 signataires de la proposition tendant à rapporter les lois d'exil contre les Bourbons. Il siège à l'Assemblée jusqu'à sa mort.

### Distinction
- Officier de la Légion d'honneur (1833)[3]

### Mariage et descendance
Il épouse à Paris le 6 avril 1831 Pulchérie de Visscher de Celles (10 janvier 1811 - Paris, 21 février 1888), fille de Philippe de Visscher de Celles, conseiller d'Etat, et de Louise de Timbrune de Thiembronne de Valence. Elle était la petite-fille du général de Valence, la nièce du maréchal Gérard, ministre de la guerre sous Louis-Philippe. Dont trois filles : 
- Marie Pulchérie des Acres de L'Aigle (Paris, 13 septembre 1832 - Paris, 21 mai 1838) ;
- Mathilde des Acres de L'Aigle (Paris, 16 juin 1838 - Paris 8e, 4 avril 1916), mariée à Paris le 25 juillet 1859 avec Maurice de Ganay, marquis de Ganay (1832-1893) petit-fils d'Antoine-Charles de Ganay et de James-Alexandre de Pourtalès, dont uniquement une fille sans descendance ;
- Geneviève des Acres de L'Aigle (Paris, 20 août 1839 - château de Saint Loup Nantouard, 10 mars 1901),; mariée à Paris 8e le 30 avril 1863 avec le comte René de Menthon (1833-1917). d'où une nombreuse descendance[4].

## Sources
- « Henri des Acres de L'Aigle », dans Adolphe Robert et Gaston Cougny, Dictionnaire des parlementaires français, Edgar Bourloton, 1889-1891 [détail de l’édition]